# Georg Buchholtz senior
Georg Buchholtz senior (niem. Georg Buchholtz der Ältere; ur. 1 maja 1643 w Sabinovie niedaleko Preszowa, zm. 11 maja 1724 w Wielkiej Łomnicy) – spiskoniemiecki nauczyciel, duchowny ewangelicki, jeden z pierwszych znanych badaczy Tatr oraz autor cennych opisów tych gór i całego Spiszu. Jego synami byli Georg Buchholtz junior (1688–1737) i Jakob Buchholtz (1696–1758).
Uczeń, a potem pomocnik nauczyciela szkoły we wsi Maciejowce (wówczas Matzdorf, obecnie dzielnica Popradu), od roku 1665 pracował tam jako nauczyciel. Od 1670 r. był rektorem szkoły w Dobszynej, w której mieszkał do roku 1673. Później, gdy jako ewangelik nie mógł nauczać, do 1682 r. zajmował się handlem, odbywając m.in. podróż drogą wodną (Popradem, Dunajcem i Wisłą) do Gdańska. Wyświęcony w 1682 r. w Lewoczy na duchownego ewangelickiego był – pomimo ciągłych prześladowań – do 1688 r. proboszczem w Batyżowcach, następnie kaznodzieją w Kieżmarku (do 1705 r.) i wreszcie proboszczem w Wielkiej Łomnicy (do 1709 r.). Tam też prowadził następnie duszpasterstwo (już bez kościoła) aż do 1716 r., gdy na skutek zaostrzenia kontrreformacji i tego władze zabroniły. Pochowany został w kościele (pierwotnie ewangelickim, później katolickim) w Wielkiej Łomnicy.
Dobrze poznał Tatry, jednak szczegółów jego tatrzańskich wycieczek nie znamy – z jednym wyjątkiem: 25 lipca 1664 r. wraz z kilkoma towarzyszami i góralskim myśliwym-przewodnikiem dokonał pierwszego wejścia na Sławkowski Szczyt. Zdarzenie to opisał później w rękopiśmiennej kronice rodzinnej (p. niżej).
Był autorem kilku prac o historii i przyrodzie Tatr i Spiszu:
- Historischer-Geschlechts-Bericht (Kronika rodzinna; pisana w l. 1703-1710, fragment opublikowany w roku 1774, w pełni wydana w 1904 r. w Lewoczy[3]),
- Das weit und breit erschollene Zipser-Schnee-Gebürg (rękopis 1719, znana była Maciejowi Belowi[4]; uznana za zaginioną, została odnaleziona i opublikowana dopiero w 1899 r. w wychodzącym w Lewoczy tygodniku „Zipser Bote”[5]).